# Javeline
Ne doit pas être confondu avec Javelin.

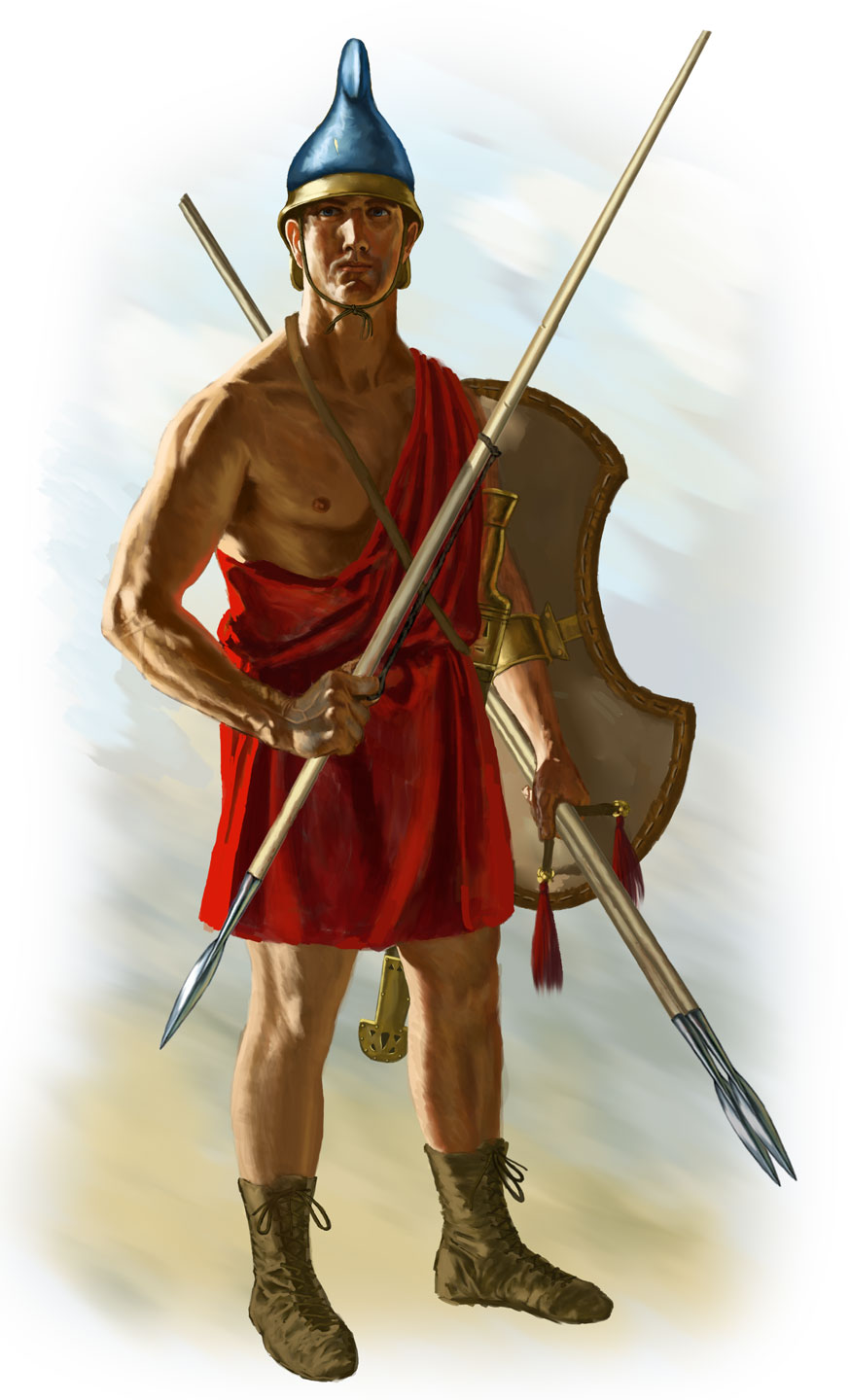
Peltaste Agriane. Ce peltaste détient trois javelots, un dans sa main de lancer et deux dans sa pelte comme munitions supplémentaires.

Une javeline, ou demi-pique, ou demi-hast est une arme de jet légère, semblable à une lance ou à un javelot raccourci. On l'assimile régulièrement à la sagaie, nom donné aux armes de même forme en Afrique. De longueur semblable au pilum romain, elle est cependant beaucoup plus légère.
La javeline est composée d'une hampe mince et d'un fer, et mesure généralement 5 à 5,5 pieds, soit de l'ordre de 1,5 mètre. Le fer est en forme de feuille, à 3 ou 4 pans qui se rejoignent en pointe. Le talon de l'arme est également ferré afin notamment d'équilibrer le poids de l'arme et de stabiliser la trajectoire au lancer. Il est possible que ce fer de talon soit pointu aussi, faisant alors de cette arme un dard redoutable occasionnellement.
Plus fine, plus légère et plus courte qu'un javelot, on la réserve principalement au jet, contrairement au javelot qui peut également servir de lance. La seule différence entre une lance et un javelot est sa taille, les cavaliers portant des lances de différentes tailles selon qu'ils les dédient au contact (environ 4 mètres) ou au lancé. Les lances les plus longues font 5,5 à 7 mètres, et se manipulent avec le faucre. Les soldats portaient plusieurs javelines et s'en servaient aussi bien à pied qu'à cheval. De nombreuses lances ou javelots sont en réalité des javelines, c'est le cas de la framée des guerriers francs, de la genette des génétaires, de la lance des Estradiots.

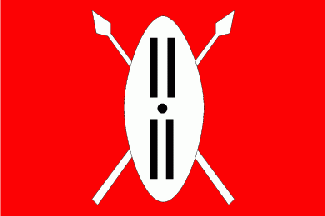
Drapeau Maasaï

Sa taille relativement courte lui permet d'être accrochée au bouclier, à l'image des sagaies sur le bouclier du drapeau Maasaï, ou à la pelta.
Elle était en usage dans l’Antiquité et au Moyen Âge, mais disparait progressivement des armements européens vers le XVe siècle et est toujours en usage sous son appellation sagaie dans les pays d'Afrique.